# Kirker i Bornholms Amt
Bornholms Amt blev oprettet i 1662 og afløste dermed Hammershus Len. Amtet var det eneste, der ikke blev ændret på nogen måde ved reformerne i 1793 og 1970. Amtet har altså bestået uændret fra 1662 til 2003, hvor amtet og øens 5 kommuner blev lagt sammen til Bornholms Regionskommune.
Bornholms Amt bestod af fire herreder

## Nørre Herred
- Allinge Kapel – Allinge-Sandvig Sogn
- Allinge Kirke – Allinge-Sandvig Sogn
- Hasle Kirke- Hasle Sogn
- Klemens Kirke – Klemensker Sogn
- Tejn Kirke – Olsker Sogn
- Sankt Ols Kirke – Olsker Sogn
- Ruts Kirke – Rutsker Sogn
- Rø Kirke – Rø Sogn

## Sønder Herred
- Sankt Bodil Kirke – Bodilsker Sogn
- Christiansø Kirke
- Neksø Kirke
- Sankt Peders Kirke – Pedersker Sogn
- Sankt Pouls Kirke Povlsker Sogn
- Aa Kirke Åker Sogn (Aaker)

## Vester Herred
- Sankt Knuds Kirke – Knudsker Sogn
- Ny Kirke – Nyker Sogn
- Nylars Kirke – Nylarsker Sogn
- Sankt Nikolaj Kirke – Rønne Sogn
- Vestermarie Kirke

## Øster Herred
- Gudhjem Kirke
- Sankt Ibs Kirke – Ibsker Sogn
- Svaneke Kirke
- Østerlars Kirke Østerlarsker Sogn
- Østermarie Kirke

Amtets sogne indgik i 1970 følgende kommuner:
- Allinge-Gudhjem
- Hasle
- Neksø
- Rønne
- Åkirkeby